# Caroline Pigozzi
Pour les articles homonymes, voir Pigozzi.
Caroline Pigozzi, née le 29 novembre 1952 à La Celle-Saint-Cloud, est une journaliste et écrivaine française, spécialiste entre autres des thèmes liés à l'histoire du Vatican.

## Biographie
Fille de Henri Théodore Pigozzi (industriel italien ayant fait carrière en France en tant que P.D.G. de la marque d'automobiles Simca et de Simca Industries de 1935 à 1963), Caroline Pigozzi suit des études à l'école Sainte-Marie de Passy, puis chez les dominicaines à l'institut Saint-Dominique de Mortefontaine puis de Rome (elle se rend alors régulièrement place Saint-Pierre pour voir le pape Paul VI à son balcon), puis à la faculté de droit de Paris et à l'école de journalisme de l'Université de New York . Elle a été mariée à Humbert Balsan.
Caroline Pigozzi débute comme stagiaire en 1975 à RTL, puis au magazine Le Point. Elle devient journaliste au service politique du Matin de Paris en 1978. De 1979 à 1980, elle est assistante de Pierre Salinger au bureau de Paris d'ABC News.
Elle est ensuite journaliste politique et grand reporter au Figaro Magazine de 1981 à 1992, puis grand reporter à Paris Match en 1992, dont elle est notamment spécialiste des questions liées à la religion,.
À partir de 1996, Caroline Pigozzi est l'une des rares journalistes femmes à s'entretenir à plusieurs reprises avec le pape Jean-Paul II. Elle l'accompagne durant ses voyages et tisse des liens privilégiés avec lui, puis avec le pape Benoit XVI, et enfin le pape François. En 1997, elle reçoit le prix Mumm (devenu prix Louis Hachette) du meilleur reportage pour ses témoignages et entretiens avec Karol Wojtyla. Elle reçoit la médaille de vermeil de l'Académie française pour son livre Jean-Paul II intime. Ayant atteint l'âge de la mise à la retraite d'office, son contrat avec Paris Match prend fin au 1er mars 2023. Caroline Pigozzi contestera devant la justice ce qu'elle juge être un licenciement abusif, mais sera déboutée par le tribunal.  
Elle a écrit plusieurs ouvrages sur le Vatican, dont Le Vatican indiscret, Les Robes rouges.
Intervenant fréquemment sur les plateaux de télévision sur les questions religieuses, elle a notamment présenté l'émission Histoire en direct sur la chaîne i-Télé et a tenu la chronique religieuse sur Europe 1.
Epouse de Jean, 6e comte de Ribes, elle est la comtesse de Ribes depuis 2013.

## Décorations
- Officière de la Légion d'honneur (janvier 2020)[12], chevalière en octobre 2006
- Officière de l'ordre national du Mérite en 2011[13]
- Officière de l'ordre des Arts et des Lettres

## Œuvres
- avec Jean-Yves Le Borgne, Accusés levez-vous, éditions Plon, Paris, 2022
- Vatican, A Private Visit to a Secret World avec Giovanni Maria Vian; éditions Assouline, 2022
- Pourquoi eux, Plon / Paris Match, 2021
- François en poche, éditions Le Cherche-Midi, 2020
- avec Philippe Goulliaud, Les photos insolites de Charles de Gaulle, éd. Gründ / Plon, 2019
- avec Philippe Goulliaud, Les photos insolites des présidents de la Ve République, éd. Gründ / Plon, 2018
- avec Giovanni Maria Vian, Les photos secrètes du Vatican, photos choisies par Marc Brincourt, éd. Gründ / Plon, 2017
- Ainsi fait-il, éditions Plon, 2013
- Le Vatican indiscret, éditions Plon, 2012
- Les robes rouges, éditions Plon, 2009
- Ambassadeurs de Dieu, éditions Desclée de Brouwer, 2007
- Jean-Paul II intime, éditions Robert Laffont, 2005 (Médaille de vermeil de l'Académie française)
- Jacques et Bernadette en privé, éditions Robert Laffont, 2002
- Le pape en privé, Nil éditions, 2000

### Articles annexes
- Écrivains de langue française, par ordre alphabétique